# Limnephilus maya
Limnephilus maya là một loài Trichoptera trong họ Limnephilidae. Chúng phân bố ở vùng Tân nhiệt đới.